# Nerf (marque)
 (octobre 2024).
La mise en forme du texte ne suit pas les recommandations de Wikipédia : il faut le « wikifier ».
Les points d'amélioration suivants sont les cas les plus fréquents. Le détail des points à revoir est peut-être précisé sur la page de discussion.
- Les titres sont pré-formatés par le logiciel. Ils ne sont ni en capitales, ni en gras.
- Le texte ne doit pas être écrit en capitales (les noms de famille non plus), ni en gras, ni en italique, ni en « petit »…
- Le gras n'est utilisé que pour surligner le titre de l'article dans l'introduction, une seule fois.
- L'italique est rarement utilisé : mots en langue étrangère, titres d'œuvres, noms de bateaux, etc.
- Les citations ne sont pas en italique mais en corps de texte normal. Elles sont entourées par des guillemets français : « et ».
- Les listes à puces sont à éviter, des paragraphes rédigés étant largement préférés. Les tableaux sont à réserver à la présentation de données structurées (résultats, etc.).
- Les appels de note de bas de page (petits chiffres en exposant, introduits par l'outil «  Source ») sont à placer entre la fin de phrase et le point final[comme ça].
- Les liens internes (vers d'autres articles de Wikipédia) sont à choisir avec parcimonie. Créez des liens vers des articles approfondissant le sujet. Les termes génériques sans rapport avec le sujet sont à éviter, ainsi que les répétitions de liens vers un même terme.
- Les liens externes sont à placer uniquement dans une section « Liens externes », à la fin de l'article. Ces liens sont à choisir avec parcimonie suivant les règles définies. Si un lien sert de source à l'article, son insertion dans le texte est à faire par les notes de bas de page.
- La présentation des références doit suivre les conventions bibliographiques. Il est recommandé d'utiliser les modèles {{Ouvrage}}, {{Chapitre}}, {{Article}}, {{Lien web}} et/ou {{Bibliographie}}. Le mode d'édition visuel peut mettre en forme automatiquement les références.
- Insérer une infobox (cadre d'informations à droite) n'est pas obligatoire pour parachever la mise en page.

Pour une aide détaillée, merci de consulter Aide:Wikification.
Si vous pensez que ces points ont été résolus, vous pouvez retirer ce bandeau et améliorer la mise en forme d'un autre article.

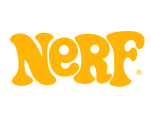
Logo entre 1969 et 1990.

Nerf est une marque américaine de jouets blasters créée en 1969 par Reyn Guyer (en) et Parker Brothers, détenue depuis 1991 par la société Hasbro. La majorité des jouets sont des armes factices, dénommés « blasters », mais Nerf produit aussi des ballons en mousse et en caoutchouc. Les jouets les plus connus sont des pistolets/fusils qui tirent des projectiles en mousse, en gomme, ou en gel, sous forme de fléchettes ou de billes. Il existe d'autres marques de ce genre (Dart Zone, X-Shot, Air Warriors…), mais Nerf est le numéro 1 mondial.

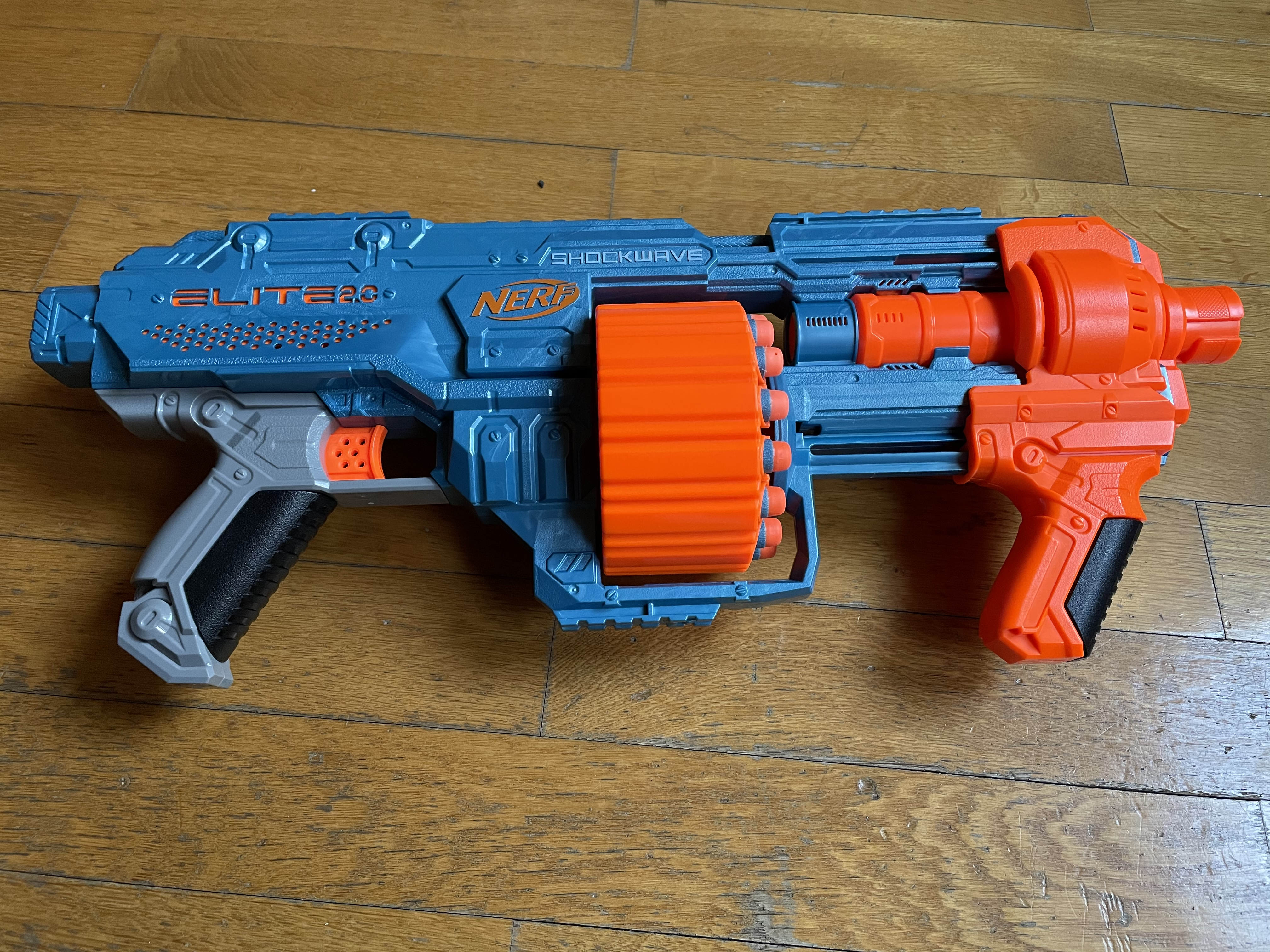
Blaster Nerf Elite 2.0 Shockwave RD-15

## Définition
L'acronyme NERF signifie « Non Expanding Recreational Foam » (mousse récréative non expansible).
Les blasters Nerf sont dotés de plusieurs munitions :
- des fléchettes (Elite, Mega, N-Series...) ;
- des billes (Rival, Hyper...).
- des disques (Vortex, VTX...)
- des voitures en mousse (Nitro) ;
- d'autres munitions existent, mais n'ont pas leur propre gammes (roquettes, flèches etc.).

Les activités majeures de Nerf sont la production et la vente d’armes-jouets-blasters dont les munitions sont en mousse ou en gomme. Il existe toutefois d'autres types de jouets Nerf, tels que des ballons de sport, ainsi qu'une gamme de jouets pour chiens vendue sous la marque Nerf Dog. Les blasters restent leur production principale et celle ayant le plus de notoriété auprès du grand public.
De nombreux articles ont été publiés tout au long des années 1970 jusqu'à encore aujourd'hui. Le premier blaster, le « Sharpshooter », est quant à lui sorti en 1992. Les produits Nerf comportent souvent des couleurs fluorescentes rappelant le logo Nerf et des textures souples. Le slogan publicitaire fréquemment utilisé à partir des années 1975 est : « C'est Nerf ou rien ! ».

## Histoire
À ses débuts, Nerf vend principalement des accessoires de sport tel que des ballons (football, rugby ou basket-ball). Puis, Nerf passe aux armes-jouets (appelés plus tard blasters), avec des types variés comme des pistolets, pistolets-mitrailleurs (ou mitraillettes), fusils, carabines, fusils d'assaut, fusils à pompe, fusils de snipers, mitrailleuses légères, mitrailleuses lourdes, miniguns, arcs, arbalètes, lance-roquettes (ou bazookas), lance-grenades, et d'autres encore.
En 1991, l'entreprise Hasbro rachète la marque Nerf et commence à envisager l'idée de créer de nombreux modèles de blasters.
En 1992, le tout premier blaster de l'histoire voit le jour : le Nerf Sharpshooter.

### Anciennes générations de blasters
Il fut une époque où Nerf inventait des blasters sans créer de gamme ou de munitions spécifiques. Certains appellent ça maintenant les Nerf Vintage.
Après ça, dans les années 2000, les premiers modèles de l'époque comprennent les gammes suivantes :
- N-Strike (surnommée Streamline)[5], tirant des fléchettes classiques de taille standard, considéré comme la norme (7,2 cm) ;
- Dart Tag, tirant des fléchettes spéciales à tête velcro[6] ;
- Vortex, tirant des disques en mousse[7]. Ce dernier peut parfois être encore vu aujourd'hui.

### Nouvelle et actuelle génération de blasters et ses munitions
L'actuelle « Génération de Nerf » s'impose avec de nouvelles gammes, qui sont par ailleurs pour la plupart toujours d'actualité, chacune ayant sa munition spécifique, en commençant par les fléchettes :
- Elite (et ses variantes; N-Strike Elite, Elite XD, Elite 2.0, Elite JR....), le remplaçant de N-Strike, qui tire bien plus loin que celle-ci (toujours 7,2 cm). C'est à ce jour la norme de la munition de base, toutes marques confondues, avec de nombreuses variantes, notamment au niveau de la tête des fléchettes, dont les marques s'amusent à créer de nombreuses versions ;
- Mega, le "gros calibre", avec des fléchettes bien plus grosses que toutes les autres, et qui sifflent en vol. Il existe également plusieurs versions des fléchettes. (9,5 cm) ;
- Il existe également de la part de Nerf des tentatives de créer d'autres fléchettes spécifiques, mais qui n'ont pas trouvées de succès, comme Ultra (fléchettes ultra-légères, mais trop coûteuses et fragiles, et ne pouvant pas prospérer à cause du succès toujours en place du standard "Elite" et de la concurrence des autres marques de blasters utilisant des fléchettes similaires à cette dernière), ou Mega XL (des fléchettes Mega agrandies, de même trop couteuses pour avoir un succès commercial) ;
- N-Series, une nouvelle série de fléchettes uniques, se voulant remplacer Nerf Elite et se séparer de cette vogue actuelle, pour se démarquer des concurrents et corriger les défauts d'une précédente gamme similaire, Ultra, qui n'a pas fait l'unanimité. La fléchette N-Series, dite "N1" est en mousse, à tête plate, et avec une sorte de petite bosse à l'arrière, rappelant une fléchette Nerf Ultra. Elle est creuse à l'intérieure, et est vendue comme performante, précise, sans pour autant être chère, mais au contraire accessible. En 2024, la nouvelle munition est fortement mise en avant par Hasbro, mais de manière similaire à Nerf Ultra après 2019, cette nouveauté semble mêler confusion et inquiétude envers la marque pour les consommateurs, d'après des testeurs américains[8].

Outre les fléchettes, il existe encore deux autres types de munitions, des billes :
- Rival, avec des grosses billes en mousse de 2 cm de large, qui tirent de façon plus forte et plus précise que la plupart des fléchettes, et qui possède des variantes, de la même manières que les fléchettes Elite, sous plusieurs marques[9] ;
- Hyper, avec des petites billes en gomme d'1 cm de large, qui tirent presque aussi fort voir plus fort que Rival, mais qui a un gros avantage par rapport à son ainé : le stockage de munitions[10] ;

Il existe aussi d'autres munitions, mais qui n'ont pas leur propre gammes :
- Les Missiles, des grosses roquettes avec des ailettes, lancés par des lance-roquettes ou autres, avec un mécanisme à air qui leur est propre ;
- Les Flèches/Carreaux, qui sont très longues, avec une tête similaires à une fléchette Mega, lancés par des blasters à corde ;

Enfin, Nerf produisent d'autres lanceurs qui ne sont pas blasters :
- Pro Gelfire,  des gel-blasters ;
- Super Soaker,  des pistolets à eau ;

D'autres gammes de blasters dites « secondaires » sont par la suite apparues, appelées ainsi car utilisant des munitions des gammes originales listées précédemment, dont voici une liste (uniquement de la marque Nerf) :
- Nerf Pro,  des blasters dits "pro", ultra performants, correspondant à la ligne "adulte" de Nerf,
- Modulus,  des blasters ultra-personnalisables[11],
- Zombie, Zombie Strike,  sur le thème des zombies[12],
- Doomlands 2169, sur le thème post-apocalyptique[13],
- Alien Menace,  sur le thème des aliens[14],
- Dinosquad,  sur le thème des dinosaures[15],
- Rebelle,  qui se veut être une gamme "pour les filles",
- Alpha Strike,  des blasters bas-de-gammes,
- Accustrike,  des blasters Elite fournis avec des fléchettes plus précises[16],
- Icon,  des rééditions de blasters d'ancienne génération (N-Strike),
- Retro,  des rééditions des tout premiers blasters de Nerf des années 1990,
- Microshots,  des blasters miniatures,
- Des gammes sponsorisées, comme Star Wars, Fortnite, Halo, Dungeons&Dragons, Roblox, Minecraft, etc.

### Plusieurs couleurs chez certains Nerf
Quatre gammes dérivées des gammes Elite et Mega ont existées, aujourd'hui disparues, transparentes : Sonic Series (vert transparent), Sonic Clear (blanc transparent), Sonic Ice (bleu transparent) et Sonic Fire (rouge transparent).

Il existe en terme général beaucoup de Nerf qui existent en plusieurs couleurs, et même plusieurs noms différents.

### Plusieurs accessoires pour compléter des Nerf
Des accessoires peuvent compléter les blasters, comme les viseurs, les crosses, les rallonges de canon, les lasers, les lampes, les poignées, les bipieds, les porte-chargeurs, etc..

Les chargeurs en eux-mêmes peuvent être compatibles entres blasters avec des munitions similaire. Il en existe de nombreuses tailles, allant de 6 munitions à plus de 50, voire des centaines pour les blasters à billes.

### Histoire des gammes récentes
La gamme Elite

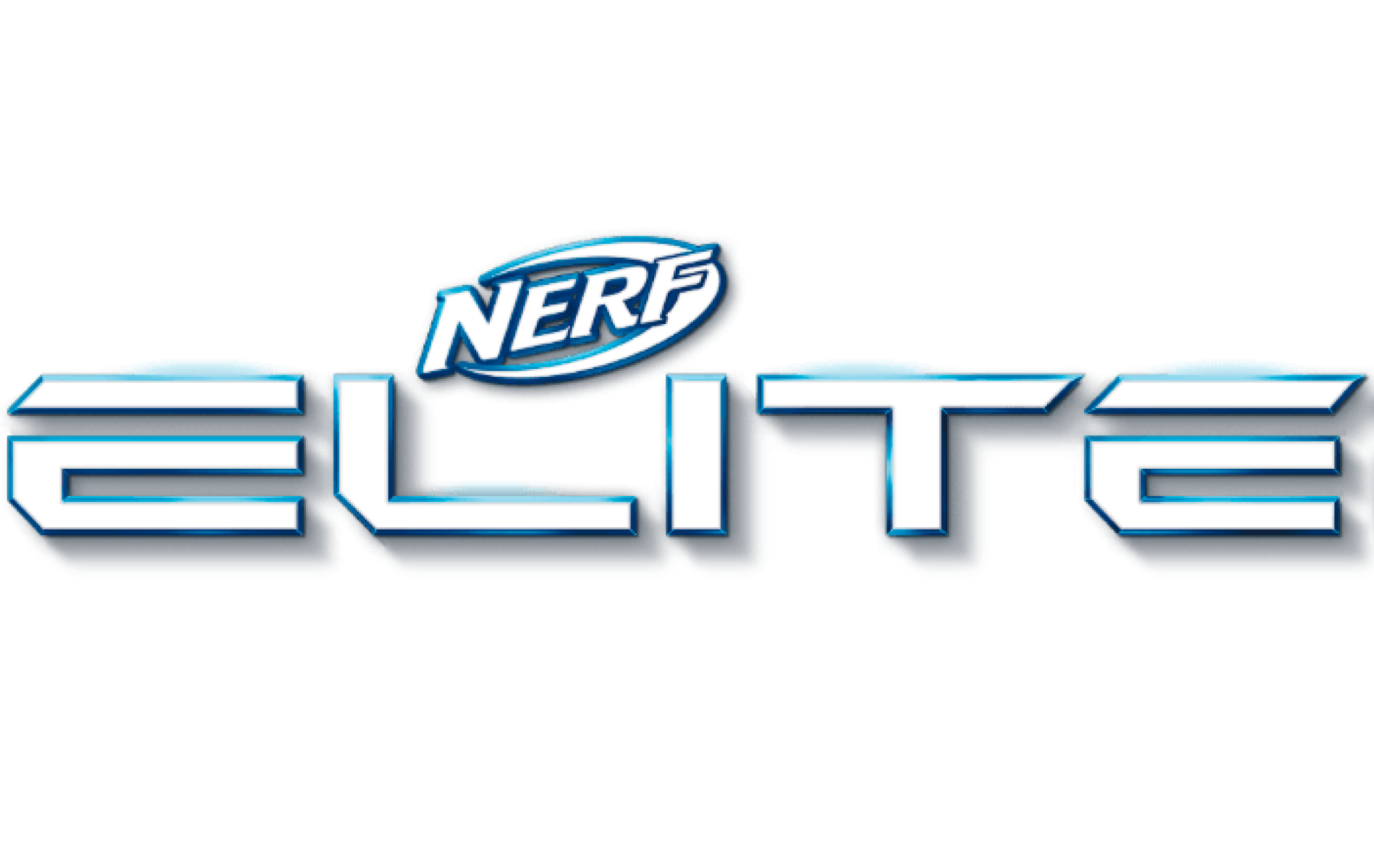
Logo de la gamme Elite.

La gamme Elite est officiellement apparue en 2012, remplaçant de facto les anciens blasters N-Strike (Streamline) et autres d'avant 2010.
Les fléchettes Elite de base sont de couleur bleue, parfois dans d'autres couleurs selon les gammes/marques. Les blasters "Nerf Elite" sont annoncées à une distance d'environ 27 mètres, sachant qu'en réalité, la distance est plus proche des 20, c'est la gamme principale de chez Nerf, et est présente chez toutes les marques de blasters, avec des têtes de fléchettes, des noms et des couleurs différentes. Il existe notamment chez Nerf une version « Accustrike » de ces fléchettes, c'est-à-dire plus précises.
Les premiers blasters nommés N-Strike Elite sont bleus, puis, quelques années plus tard, une « mise à jour » arrive : « Elite XD », ils deviennent blanc-bleu ou orange.
Quelques années après, ils reprennent leur couleur bleue de N-Strike Elite avant qu'en 2020, une autre « mise à jour » plus importante arrive : « Elite 2.0 », avec un tout nouveau bleu (bleu sarcelle), mais les blasters restent les mêmes. Il existe des exceptions de couleurs. Par exemple, Elite 2.0 Wild Edition, qui reprend les anciennes couleurs de N-Strike Elite.
En 2023, Elite JR. sort : Ce sont des versions pour très jeunes enfants de 6 ans et plus des blasters Nerf Elite classiques. Ils ont donc des performances revues à la baisse.
Après 2024, les blasters Nerf Elite ne sortent plus de nouveautés, la faute à la nouvelle gamme N-Series, mais rien ne confirme que Nerf arrête la production de la gamme pour le moment.
La gamme Mega

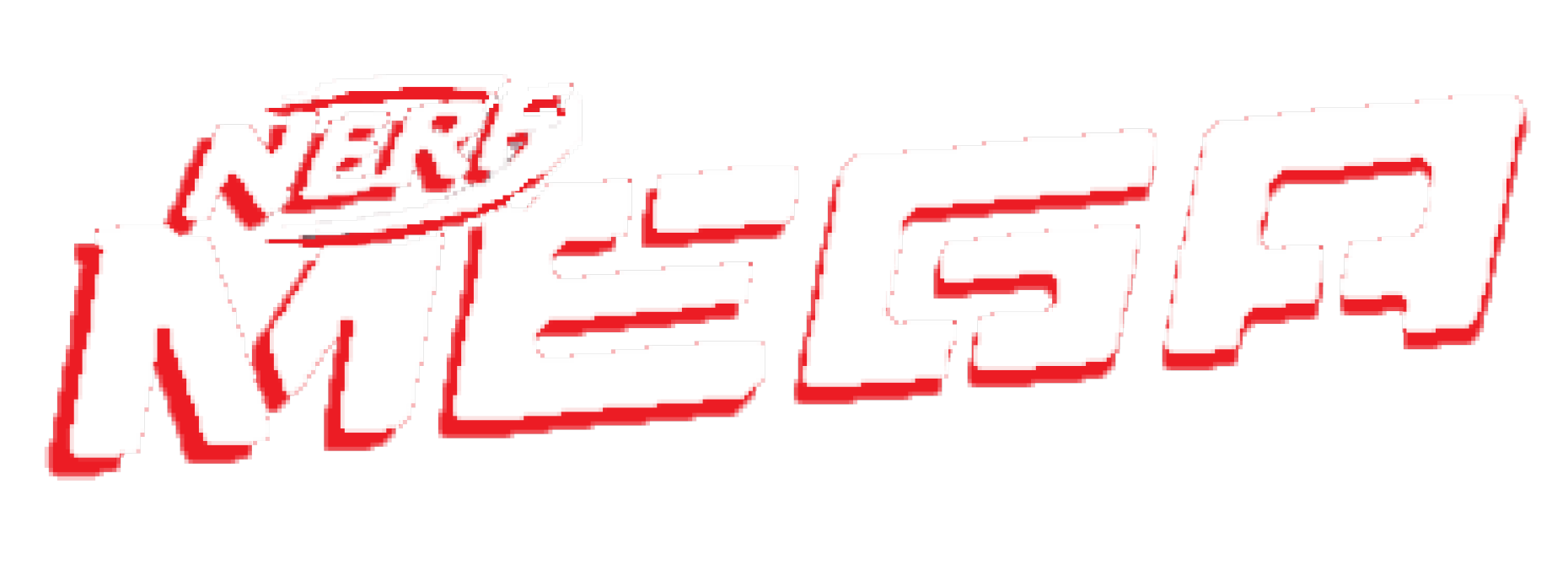
Logo de la gamme Mega.

La gamme Mega est apparue en 2013, sous le nom Mega-Elite, avant de devenir Mega.
Les Nerf Mega sont rouges, sont conçus pour être énormes et tirent des fléchettes de la même couleur, beaucoup plus grosses que les Elite et Ultra (9,5 cm). C'est le gros calibre.
Elles sifflent souvent en vol et existent en version Accustrike cité précédemment.
La gamme N-Series
La gamme N-Series est apparue en 2024, remplaçant la gamme Nerf Ultra, qui n'a pas trouvé preneur durant ces 5 années d'existence, mais aussi Elite (par déduction, rien d'officiel n'a été prononcé par Hasbro), en tant que nouvelle gamme de fléchettes principale. La gamme possède des fléchettes qui lui sont uniques, avec en conséquence de ne plus avoir de compatibilité avec les précédents produits Nerf ou les blasters d'autres marques, de la même manière que la gamme Ultra précédemment produite, ce qui est par ailleurs vivement critiqué. La qualité et les promesses de performances de la nouvelle gamme ne font d'ailleurs pas non plus l'unanimité auprès du public, du moins à l'arrivée des premiers modèles.
Les blasters N-Series sont bleus, blancs et oranges, parfois avec du vert, et avec des formes assez prononcés tels que des cercles ou des trous dans la coque. Les fléchettes N1 sont quant à elles oranges à tête bleue, et sont uniquement compatible avec les blasters Nerf N-Series.

Après l'été 2024, des fléchettes N1 de la gamme Nerf N-Series sont aperçues fournies avec des blasters d'une gamme sponsorisée (Minecraft), une première depuis les anciennes gammes Elite et Mega.
La gamme Rival

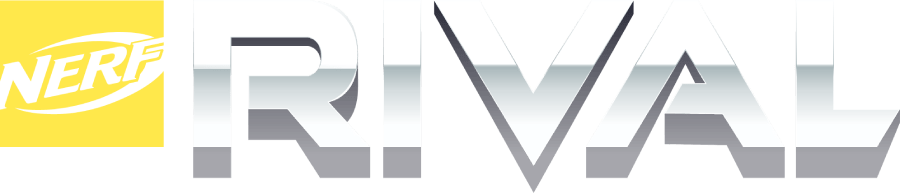
Logo de la gamme Rival.

La gamme Rival, apparue en 2015, est conseillée légalement à des enfants de plus de 14 ans (et non plus 8 ans), car elle tire des billes en mousse, généralement jaunes, à plus de 100 km/h en sortie de canon (100 FPS / 30 m/s).
Les blasters de la gamme Rival sont déclinés en cinq couleurs : bleu, rouge, blanc, vert et orange.
- Les bleus correspondent à l'équipe Bleue ;
- Les rouges correspondent à l'équipe Rouge ;
- Les blancs correspondent à l'équipe Phantom Corps, des mercenaires ;
- Les verts correspondent à l'équipe Edge, des espions ;
- Les oranges correspondent à l'équipe Curve Shot, qui possèdent des blasters dont la précision peut être changée[23].
- Depuis 2022, de nouveaux Rival sont apparus, de couleur bleu et jaune/vert fluo. Ils tirent des billes Rival Accustrike.

La gamme Hyper

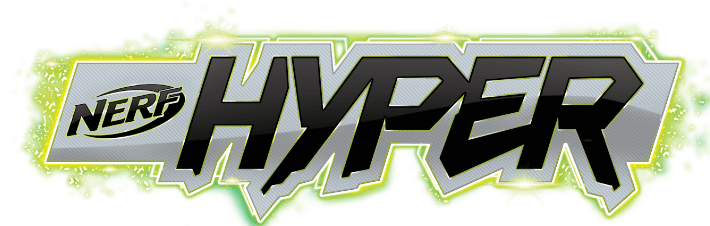
Logo de la gamme Hyper.

La gamme Hyper, apparue en 2021, est, comme Rival, conseillée légalement à des enfants de plus de 14 ans, car elle tire des billes en gel, bien plus petites que Rival, généralement vertes, à plus de 110 km/h en sortie de canon (110 FPS / 33 m/s).
Les blasters Hyper sont gris, blancs, bleus et verts, et leur munitions ont un gros avantage par rapport aux autres munitions, c'est qu'en plus d'être la moins chère, c'est la plus facile à stocker en masse dans un petit réservoir, c'est-à-dire que là où dans un Nerf Rival, on mettrait 25 billes, dans un réservoir de la même taille, on y mettrait 100 billes Hyper. Rival et Hyper ne sont pas utilisés de la même manière malgré tout. L'un de remplace pas l'autre.
Échecs modernes

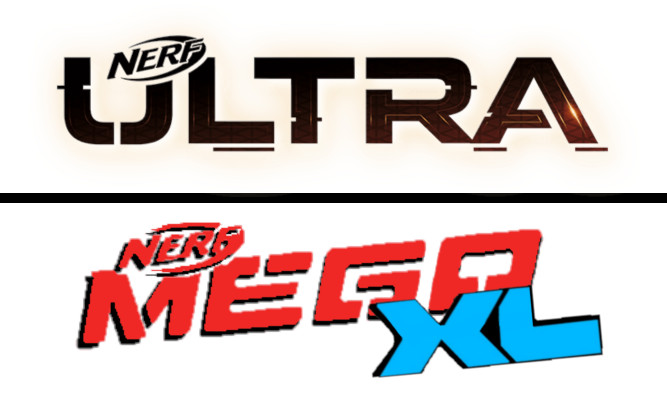
Logos de la gamme Ultra et de la gamme Mega XL, deux gammes abandonnées par Nerf en 2023.

Certaines gammes post-Elite sont sorties sans connaitre de succès où en étant sujets à des polémiques, par exemple le fait que Nerf veuille remettre à jour leurs principales gammes, ou abandonner un type de munition au profit d'une toute nouvelle, sachant que cela n'est plus vraiment possible de nos jours, étant donné le nombre de marques de blasters en plus de Nerf (Dart Zone, X-Shot, Air Warriors, Worker, et bien d'autres) qui utilisent des munitions actuelles vues ci-dessus, avec leur propre versions. Nerf n'est plus en pouvoir de remodeler "le monde du blaster" comme il le souhaite, contrairement au début de l'ère Elite, où ils étaient encore relativement seuls sur le marché.
- C'est dans cette optique face à la concurrence, qu'est apparu Nerf Ultra, en 2019. Tirant toujours avec des fléchettes, noires, argents ou dorées, de taille moyenne, plus grosses que les Elite mais plus courtes. Ces fléchettes sont constituées d'une mousse bien plus légère que les autres munitions, avec des ailerons à l'arrière, permettant un meilleur vol dans les airs, bien qu'en réalité, cette gamme est très critiquée en Amérique et en Europe pour son manque de précision. Il existe une variante de cette munition, à tête sifflante, les Sonic Screamers, puis Ultra Accustrike, les mêmes fléchettes en plus précises et performantes. Les blasters Ultra en eux-mêmes sont blancs, oranges, jaunes et dorés.
  - Le point important ici est que la gamme Ultra est souvent considérée dans le monde comme une "arnaque commerciale". La gamme et les fléchettes sont vivement critiquées par rapport à leur promesses non tenues, leurs systèmes restreins copié-collé de Nerf Rival, leurs fragilités, leur inefficacités, et surtout, leurs prix considérés comme abusifs. On peut voir sur YouTube qu'une grande partie des vidéastes déconseillent cette gamme, car elle n'a aucune valeur ni utilité. Nerf ont voulu créer une "révolution" de blasters, mais l'échec est complet; la gamme sera abandonnée en 2023.

- Dans la même idée de Nerf Ultra, Nerf N-Series, parue en 2024, fait aussi sujet de vives débats pour les mêmes raisons que sa proche con-sœurs, les prix élevés en moins.
- Entre-temps, Nerf ont également créé Nerf Mega XL, qui se veut être une version extrême de Nerf Mega, la fléchette "gros calibre". Créée en 2021, elle n'a malheureusement pas connue le succès escompté et ne fait plus parler d'elle depuis.

## Fonctionnement des jouets Nerf
On distingue les blasters Mécaniques des Automatisés.
Les blasters mécaniques fonctionnent avec des ressorts, actionnés par des glissières, des verrous ou des pompes.
Les blasters automatisés récents fonctionnent pour la plupart avec un système de "FlyWheels", ou volant d'inerties, rouleaux qui entraînent des fléchettes/billes. Mais d'autres fonctionnent par un système AEB, c'est-à-dire des blasters mécaniques mais dont le système est réarmé automatiquement, remplaçant la main du joueur. Il existe encore d'autres mécanismes différents, notamment les HPA qui sont inspirés de l'Airsoft, avec des tirs par air à haute pressions. Cependant, la marque Nerf n'en a pas encore produit à ce jour.
Certains blasters sont monocoups, alors que d'autres se rechargent par voie frontale, par des barillets, des chargeurs internes ou externes, etc.
Par ailleurs, les blasters qui imitent des arcs ou des arbalètes ont régulièrement des mécanismes internes qui sont également des systèmes à pompe, sauf quelques très rares exceptions.